# 反共产国际局
反共产国际局（德語：Antikomintern）是納粹德國宣传部下属的一个特别部门。该部门由艾伯哈德·陶伯特于1933年冬季或秋季时创建，在1930年代中期，该部门负责管理反苏政治宣传事务。该部门一大任务就是传播“布尔什维主义是犹太人的思想”论调。该部门负责人是陶伯特和阿道夫·伊尔特。